# Astronautika u 2022.
◄◄ | ◄ | 2019. | 2020. | 2021. | 2022.  | 2023. | 2024. | 2025. | ► | ►►
Arhitektura • Astronautika • Astronomija • Biologija • Film • Fotografija • Glazba • Kazalište • Kemija • Kiparstvo • Knjige • Književnost • Kršćanstvo • Meteorologija • Medicina • Planinarstvo • Politika • Pravo • Promet • Slikarstvo • Strip • Šport • Televizija • Znanost • Zrakoplovstvo • Željeznički promet
Astronautika u 2022.

## Svemirske letjelice

### Letovi prema Mjesecu i tijelima Sunčevog sustava
- Za ovu godinu je odgođeno odlukom od 12. ožujka  2020. lansiranje druge misije ExoMars.[1]

## Vanjske poveznice
|  | Zajednički poslužitelj ima još gradiva o temi Svemirski letovi u 2022. |